# مقاطعة يو كلير (ويسكونسن)
مقاطعة يو كلير (بالإنجليزية: Eau Claire County, Wisconsin)‏ هي إحدى مقاطعات ولاية ويسكونسن في الولايات المتحدة. ، وتبلغ مساحتها 645 ميل مربع (1,670 كـم2)، بلغ عدد سكانها 100677 نسمة في عام 2010 حسب إحصاء مكتب تعداد الولايات المتحدة .

## وصلات خارجية
- الموقع الرسمي
- United States Counties